# 長野隆
長野 隆（ながの たかし、1951年10月14日 - 2000年8月31日）は、日本の小説家。批評・評論家。文学者。福岡県出身。萩原朔太郎・中原中也・太宰治らの近現代文学を主題に活動。

## 来歴・人物
1951年福岡県京都郡に生まれる。 福岡県立京都高等学校を卒業（喘息で、3年の時1年間休学。）1971年に関西学院大学に入学。文芸部に所属。部詩「関学文芸」に参加する傍ら「関西文学」の会員になる。1976年同大学大学院
文学研究科博士前期課程に入学。1978年
同大学院博士後期課程に進学。研究領野を中世歌論（藤原定家）へ移行。
1983年弘前大学教育学部、国文学講師に就く。同大学近代文学研究会を設立。1986年同大学助教授、1993年同大学教授。1988年交換教授としてテネシー大学客員教授。1998年～1999年国際交流基金派遣教授としてカイロ大学院客員教授。弘前大学教授として就任中、48歳で急逝した。

### 弘前大学時代
会誌「弘前大学近代文学研究誌」を創刊。以後、毎年、講演会や合宿を重ね、学生の学問的視野を広げ、熱心に指導した。

## 文学活動
- 1974年に佐々木育雄らと同人誌「カルデラ」を創刊[1]
- 1978年に饗庭孝男主幹の「現代文学」に参加し、評論等を寄稿。
- 1979年に山田兼士らと研究同人誌「詩論」を創刊。研究方法として、吉本隆明や菅谷規矩雄らの「原理的批評」を標榜。
- 研究テーマは、近代・現代詩論、太宰治などを中心とする昭和文学。

## 書籍
- 『抒情の方法』
- 『太宰治－その終戦を挟む思想の転位』（編著）（双文社出版、1999年）
- 『萩原朔太郎の世界』（編著）（砂子屋書房、1987年）[2]
- 『中原中也魂とリズム』（編著）（有精堂出版, 1992年）[3]

## 追悼集
逝去後、山田兼士代表「長野隆著作編集委員会」が結成され、2002年８月、『長野隆著作集』（全３巻）が刊行。